# Prosotas felderi
Prosotas felderi är en fjärilsart som beskrevs av Murray 1874. Prosotas felderi ingår i släktet Prosotas och familjen juvelvingar. Inga underarter finns listade i Catalogue of Life.

## Bildgalleri

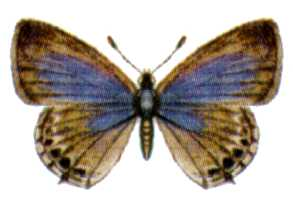